# Nazim Mujítov
Nazim Garifúlovich Mujítov –en ruso, Назим Гарифуллович Мухитов– (Uliánovsk, 12 de enero de 1942) es un deportista soviético que compitió en biatlón. Ganó una medalla de oro en el Campeonato Mundial de Biatlón de 1971, en la prueba por relevos.

## Palmarés internacional
| Campeonato Mundial | Campeonato Mundial      | Campeonato Mundial | Campeonato Mundial |
| Año                | Lugar                   | Medalla            | Prueba             |
| ------------------ | ----------------------- | ------------------ | ------------------ |
| 1971               | Hämeenlinna (Finlandia) | Medalla de oro     | Relevos            |